# 卡諾瓦 (愛荷華州)
卡諾瓦（英語：Kanawah）是一個位於美國愛荷華州漢考克縣的城市。

## 地理
卡諾瓦的座標為42°56′12″N 93°47′39″W / 42.93667°N 93.79417°W，而該地的平均海拔高度為360米（即1181英尺）。

## 人口
根據2010年美國人口普查的數據，卡諾瓦的面積為5.21平方千米，當中陸地面積為5.21平方千米，而水域面積為0.00平方千米。當地共有人口607人，而人口密度為每平方千米116人。